# Metrischer Tensor
Der metrische Tensor (auch Metriktensor oder Maßtensor) dient dazu, mathematische Räume, insbesondere differenzierbare Mannigfaltigkeiten, mit einem Maß für Abstände und Winkel auszustatten.
Dieses Maß muss nicht notwendig alle Bedingungen erfüllen, die in der Definition eines metrischen Raums an eine Metrik gestellt werden: im Minkowski-Raum der Speziellen Relativitätstheorie gelten diese Bedingungen nur für Abstände, die entweder einheitlich raumartig oder einheitlich zeitartig sind.
Für die Differentialgeometrie und die Allgemeine Relativitätstheorie bedeutsam ist, dass der metrische Tensor, anders als eine über inneres Produkt und Norm definierte Metrik, vom Ort abhängen kann.

## Definition und Bedeutung
Der metrische Tensor {\displaystyle g} über einem affinen Punktraum {\displaystyle A} mit reellem Verschiebungsvektorraum {\displaystyle V} ist eine Abbildung von {\displaystyle A} in den Raum der Skalarprodukte auf {\displaystyle V}. Das heißt, für jeden Punkt {\displaystyle P\in A} ist
{\displaystyle g(P)\colon V\times V\to \mathbb {R} }
eine positiv definite, symmetrische Bilinearform.
In Anlehnung an die Unterscheidung zwischen Metrik und Pseudometrik wird manchmal auch der Fall betrachtet, dass {\displaystyle g(P)} für einige oder alle Punkte {\displaystyle P} nur positiv semidefinit ist, d. h. die Forderung der Definitheit
{\displaystyle g(P)\left({\vec {x}},\,{\vec {x}}\right)>0} für alle {\displaystyle 0\neq {\vec {x}}\in V}
wird abgeschwächt zu
{\displaystyle g(P)\left({\vec {x}},\,{\vec {x}}\right)\geq 0} für alle {\displaystyle {\vec {x}}\in V}.
Ein solcher Tensor {\displaystyle g} heißt dann pseudometrischer Tensor.
Ein metrischer Tensor definiert eine (vom Punkt {\displaystyle P} abhängige) Länge (Norm) {\displaystyle \|{\vec {x}}\|_{P}} auf dem Vektorraum {\displaystyle V}:
{\displaystyle \|{\vec {x}}\|_{P}={\sqrt {g(P)\left({\vec {x}},\,{\vec {x}}\right)}}}
Analog zum Standardskalarprodukt ist der Winkel {\displaystyle \theta \in [0,\pi ]} im Punkt {\displaystyle P} zwischen zwei Vektoren {\displaystyle {\vec {x}},{\vec {y}}\in V} definiert durch:
{\displaystyle \cos \theta ={\frac {g(P)({\vec {x}},{\vec {y}})}{{\sqrt {g(P)({\vec {x}},{\vec {x}})}}\,{\sqrt {g(P)({\vec {y}},{\vec {y}})}}}}}

## Koordinatendarstellung
Wenn ein lokales Koordinatensystem {\displaystyle (x^{i})} auf {\displaystyle V} mit Basis {\displaystyle (e_{i})} aus {\displaystyle V} gewählt wird, schreibt man die Komponenten von {\displaystyle g} als {\displaystyle g_{ij}(P)=g(P)(e_{i},e_{j})}. Unter Verwendung der einsteinschen Summenkonvention ist dann für die Vektoren {\displaystyle {\vec {x}}=x^{i}{\vec {e}}_{i}} und {\displaystyle {\vec {y}}=y^{i}{\vec {e}}_{i}}
{\displaystyle g(P)\left({\vec {x}},\,{\vec {y}}\right)=g_{ij}(P)\,x^{i}\,y^{j}}.
Im Sinne der Kategorientheorie ist der metrische Tensor kontravariant, da unter (affin) linearen injektiven Abbildungen {\displaystyle \varphi \colon (A,V)\to (B,W)} natürlicherweise aus einem metrischen Tensor auf {\displaystyle (B,W)} ein metrischer Tensor auf {\displaystyle (A,V)} konstruiert werden kann,
{\displaystyle (\varphi ^{*}g)(P)({\vec {x}},{\vec {y}})=g{\bigl (}\varphi (P){\bigr )}{\Bigl (}\varphi _{*}({\vec {x}}),\varphi _{*}({\vec {y}}){\Bigr )}}.
In der Physik wird der metrische Tensor, oder besser seine Koordinatendarstellung {\displaystyle g_{ij}} als kovariant bezeichnet, da sich seine Komponenten unter einem Koordinatenwechsel in jedem Index wie die Basis transformieren. Ist ein Koordinatenwechsel als
{\displaystyle x^{k}=A^{k}{}_{i}\;{\tilde {x}}^{i}} bzw. {\displaystyle {\tilde {x}}^{i}=(A^{-1})^{i}{}_{k}\;x^{k}}
gegeben, so transformieren sich Basisvektoren als
{\displaystyle {\tilde {e}}_{i}=A^{k}{}_{i}\;e_{k}=(A^{T})_{i}{}^{k}\;e_{k}}
und es gilt für den metrischen Tensor
{\displaystyle {\tilde {g}}_{ij}=g(P)({\tilde {e}}_{i},\,{\tilde {e}}_{j})=(A^{T})_{i}{}^{k}\,(A^{T})_{j}{}^{l}\;g_{kl}.}

## Länge von Kurven
Ist eine differenzierbare Kurve {\displaystyle \gamma \colon [a,b]\to A} im affinen Punktraum gegeben, so hat diese in jedem Zeitpunkt {\displaystyle t} einen Tangentialvektor
{\displaystyle {\vec {x}}(t)={\dot {\gamma }}(t)={\frac {\mathrm {d} }{\mathrm {d} t}}\gamma (t)}.
Der gesamten Kurve oder einem Segment davon kann man nun mit Hilfe des metrischen Tensors eine Länge
{\displaystyle L_{[a,b]}(\gamma )=\int _{a}^{b}{\sqrt {g{\bigl (}\gamma (t){\bigr )}{\Bigl (}\,{\vec {x}}(t),\,{\vec {x}}(t)\,{\Bigr )}}}\,\mathrm {d} t=\int _{a}^{b}\|{\dot {\gamma }}(t)\|_{\gamma (t)}\,\mathrm {d} t}
zuordnen.

### Linienelement
Der Ausdruck
{\displaystyle \mathrm {d} s^{2}=g_{ij}\mathrm {d} x^{i}\mathrm {d} x^{j}},
wieder unter der Verwendung der Summenkonvention, heißt Linienelement. Substituiert man gemäß der Kettenregel
{\displaystyle \mathrm {d} x^{i}={\frac {\mathrm {d} x^{i}}{\mathrm {d} t}}\mathrm {d} t} und {\displaystyle \mathrm {d} x^{j}={\frac {\mathrm {d} x^{j}}{\mathrm {d} t}}\mathrm {d} t},
so ergibt sich
{\displaystyle \mathrm {d} s^{2}=g_{ij}{\frac {\mathrm {d} x^{i}}{\mathrm {d} t}}{\frac {\mathrm {d} x^{j}}{\mathrm {d} t}}\mathrm {d} t^{2}}.
{\displaystyle \mathrm {d} s} ist daher der Integrand des obigen Integrals zur Bestimmung einer Kurvenlänge.

## Induzierter Metriktensor
Hat man eine {\displaystyle p}-dimensionale Untermannigfaltigkeit eines riemannschen Raumes mit der Metrik {\displaystyle (g_{ij})}, die mittels der Parameterdarstellung
{\displaystyle q^{i}=q^{i}(t^{1},t^{2},\dots ,t^{p}),\qquad i=1,\dots ,n}
gegeben ist, wird eine Metrik {\displaystyle (a_{\alpha \beta })} induziert. Die {\displaystyle t^{\alpha }} nennt man induzierte Koordinaten. Betrachtet man eine Kurve
{\displaystyle t^{\alpha }=t^{\alpha }(t),\qquad a\leq t\leq b,\qquad \alpha =1,\dots ,p}
auf dieser Teilmannigfaltigkeit, so erhält man für die Bogenlänge gemäß der Kettenregel
{\displaystyle s=\int _{a}^{b}{\sqrt {g_{ij}{\frac {\mathrm {d} q^{i}}{\mathrm {d} t}}{\frac {\mathrm {d} q^{j}}{\mathrm {d} t}}}}\mathrm {d} t=\int _{a}^{b}{\sqrt {g_{ij}{\frac {\partial q^{i}}{\partial t^{\alpha }}}{\frac {\mathrm {d} t^{\alpha }}{\mathrm {d} t}}{\frac {\partial q^{j}}{\partial t^{\beta }}}{\frac {\mathrm {d} t^{\beta }}{\mathrm {d} t}}}}\mathrm {d} t=\int _{a}^{b}{\sqrt {g_{ij}{\frac {\partial q^{i}}{\partial t^{\alpha }}}{\frac {\partial q^{j}}{\partial t^{\beta }}}{\frac {\mathrm {d} t^{\alpha }}{\mathrm {d} t}}{\frac {\mathrm {d} t^{\beta }}{\mathrm {d} t}}}}\mathrm {d} t}.
Die Größe
{\displaystyle a_{\alpha \beta }:=g_{ij}{\frac {\partial q^{i}}{\partial t^{\alpha }}}{\frac {\partial q^{j}}{\partial t^{\beta }}}}
ist der induzierte Metriktensor. Mit diesem ergibt sich die Kurvenlänge schließlich als
{\displaystyle s=\int _{a}^{b}{\sqrt {a_{\alpha \beta }{\frac {\mathrm {d} t^{\alpha }}{\mathrm {d} t}}{\frac {\mathrm {d} t^{\beta }}{\mathrm {d} t}}}}\mathrm {d} t}.

## Beispiele

### Euklidischer Raum
In einem euklidischen Raum mit kartesischen Koordinaten ist der metrische Tensor durch die Einheitsmatrix
{\displaystyle g_{ij}=\delta _{ij}}
gegeben. Im euklidischen Raum ist nämlich das Skalarprodukt {\displaystyle \textstyle \langle x,y\rangle =\sum _{i=1}^{n}x^{i}y^{i}} gegeben und nach Voraussetzung soll der metrische Tensor diesem Skalarprodukt entsprechen.
Also gilt für diesen in lokalen Koordinaten
{\displaystyle g_{ij}=\langle e_{i},e_{j}\rangle =\delta _{ij},}
wobei {\displaystyle e_{1},\dots ,e_{n}} die Vektoren der Standardbasis sind.
Für beliebige Vektoren {\displaystyle x=x^{i}e_{i}} und {\displaystyle y=y^{j}e_{j}} des euklidischen Raums gilt
{\displaystyle g_{ij}\,x^{i}y^{j}=\delta _{ij}x^{i}y^{j}=\sum _{i=1}^{n}x^{i}y^{i}.}
Hier wird die einsteinsche Summenkonvention verwendet.
Für die Kurvenlänge
{\displaystyle L=\int _{a}^{b}{\sqrt {\left(\mathrm {d} x\right)^{2}}}}
und den Winkel
{\displaystyle \cos \theta ={\frac {\mathbf {u} \,\mathbf {v} }{|\mathbf {u} |\cdot |\mathbf {v} |}}}
erhält man die üblichen Formeln der Vektoranalysis.
Wenn eine Mannigfaltigkeit in einen euklidischen Raum mit kartesischen Koordinaten eingebettet ist, dann ergibt sich ihr metrischer Tensor aus der Jacobi-Matrix {\displaystyle J} der Einbettung als
{\displaystyle g=J^{T}J.}
In einigen anderen Koordinatensystemen lautet der metrische Tensor und das Linienelement des Euklidischen Raums wie folgt:
- In Polarkoordinaten {\displaystyle (x^{1},x^{2})=(r,\theta )}:

{\displaystyle g={\begin{bmatrix}1&0\\0&r^{2}\end{bmatrix}}}, bzw.
{\displaystyle \mathrm {d} s^{2}=\mathrm {d} r^{2}+r^{2}\mathrm {d} \theta ^{2}}
- In Zylinderkoordinaten {\displaystyle (x^{1},x^{2},x^{3})=(r,\varphi ,z)}:

{\displaystyle g={\begin{bmatrix}1&0&0\\0&r^{2}&0\\0&0&1\end{bmatrix}}}, bzw.
{\displaystyle \mathrm {d} s^{2}=\mathrm {d} r^{2}+r^{2}\mathrm {d} \varphi ^{2}+\mathrm {d} z^{2}}
- In Kugelkoordinaten {\displaystyle (x^{1},x^{2},x^{3})=(r,\theta ,\varphi )}:

{\displaystyle g={\begin{bmatrix}1&0&0\\0&r^{2}&0\\0&0&(r\sin \theta )^{2}\end{bmatrix}}}, bzw.
{\displaystyle \mathrm {d} s^{2}=\mathrm {d} r^{2}+r^{2}\,\mathrm {d} \theta ^{2}+r^{2}\sin ^{2}\theta \;\mathrm {d} \varphi ^{2}}
Die Koordinatentransformation für die Kugelkoordinaten lautet als Vektorgleichung:
{\displaystyle {\vec {r}}={\begin{pmatrix}x\\y\\z\end{pmatrix}}={\begin{pmatrix}r\sin \theta \cos \varphi \\r\sin \theta \sin \varphi \\r\cos \theta \end{pmatrix}}}.
Die lokalen Basisvektoren {\displaystyle {\vec {b}}_{1},{\vec {b}}_{2}} und {\displaystyle {\vec {b}}_{3}} verlaufen tangential zu den Koordinatenlinien und ergeben sich somit aus der Koordinatentransformation durch partielle Ableitung nach den Koordinaten {\displaystyle r,\theta } und {\displaystyle \varphi }. Also gilt:
{\displaystyle {\vec {b}}_{1}={\frac {\partial {\vec {r}}}{\partial r}}={\begin{pmatrix}\sin \theta \cos \varphi \\\sin \theta \sin \varphi \\\cos \theta \end{pmatrix}},\quad {\vec {b}}_{2}={\frac {\partial {\vec {r}}}{\partial \theta }}={\begin{pmatrix}r\cos \theta \cos \varphi \\r\cos \theta \sin \varphi \\-r\sin \theta \end{pmatrix}},\quad {\vec {b}}_{3}={\frac {\partial {\vec {r}}}{\partial \varphi }}={\begin{pmatrix}-r\sin \theta \sin \varphi \\r\sin \theta \cos \varphi \\0\end{pmatrix}}}.
Die Komponenten des metrischen Tensors {\displaystyle g=(g_{ij})} sind die Skalarprodukte dieser Basisvektoren:
{\displaystyle g_{ij}={\vec {b}}_{i}{\vec {b}}_{j}\quad (i,j\in \{1,2,3\}}.
Die Rechnung ergibt: 
{\displaystyle g_{11}=1,\quad g_{22}=r^{2},\quad und\quad g_{33}=r^{2}\sin ^{2}\theta }.
Die übrigen Skalarprodukte sind null. Dies bedeutet, dass die Basisvektoren paarweise aufeinander senkrecht stehen: die Kugelkoordinaten bilden ein orthogonales Koordinatensystem.
Für das Linienelement ergibt sich somit
{\displaystyle \mathrm {d} s^{2}=\mathrm {d} r^{2}+r^{2}\,\mathrm {d} \theta ^{2}+r^{2}\sin ^{2}\theta \;\mathrm {d} \varphi ^{2}}.

### Minkowski-Raum (spezielle Relativitätstheorie)
Der flache Minkowski-Raum der speziellen Relativitätstheorie beschreibt eine vierdimensionale Raum-Zeit ohne Gravitation. Räumliche Abstände und Zeitspannen hängen in diesem Raum von der Wahl eines Inertialsystems ab; wenn man einen physikalischen Vorgang in zwei verschiedenen, gleichförmig gegeneinander bewegten Inertialsystemen beschreibt, können sie verschiedene Werte annehmen.
Invariant unter Lorentztransformationen ist hingegen der sogenannte Viererabstand, der räumliche und zeitliche Abstände zusammenfasst. Unter Verwendung der Lichtgeschwindigkeit c berechnet sich dieser Viererabstand aus räumlichem Abstand {\displaystyle \mathrm {d} \mathbf {r} } und Zeitspanne {\displaystyle \,\mathrm {d} t} als
{\displaystyle \mathrm {d} s^{2}=c^{2}\,\left(\mathrm {d} t\right)^{2}\,-\left(\mathrm {d} \mathbf {r} \right)^{2}}
Im Minkowski-Raum wird der kontravariante Orts-Vierervektor definiert durch {\displaystyle \,x^{\mu }=(x^{0},x^{1},x^{2},x^{3})=(ct,x,y,z)}.
Der metrische Tensor lautet in einer Konvention, die vor allem in der Quantenfeldtheorie verwendet wird (Signatur −2, also +,−,−,−)
{\displaystyle \eta _{\mu \nu }={\begin{bmatrix}1&0&0&0\\0&-1&0&0\\0&0&-1&0\\0&0&0&-1\end{bmatrix}}\equiv \operatorname {diag} (1,-1,-1,-1)}.
In einer Konvention, die hauptsächlich in der Allgemeinen Relativitätstheorie benutzt wird (Signatur +2, also −,+,+,+), schreibt man
{\displaystyle \eta _{\mu \nu }={\begin{bmatrix}-1&0&0&0\\0&1&0&0\\0&0&1&0\\0&0&0&1\end{bmatrix}}\equiv \operatorname {diag} (-1,1,1,1)}.
Dabei ist allerdings zu beachten, dass es sich hierbei trotz der allgemein verwendeten Bezeichnung weder um einen metrischen noch um einen pseudometrischen Tensor handelt, weil er nicht positiv (semi-) definit ist, was sofort aus der Signatur hervorgeht. Das heißt, {\displaystyle \eta _{\nu \mu }} stellt lediglich eine symmetrische Bilinearform bezüglich einer bestimmten Basis dar, keine positiv (semi-)definite symmetrische Bilinearform.
In der Allgemeinen Relativitätstheorie wird der metrische Tensor durch Lösen der Einsteinschen Feldgleichungen gefunden. Er ist ortsabhängig und bildet daher ein Tensorfeld, da die Krümmung der Raumzeit an verschiedenen Punkten meist verschieden ist.